# Carrikerella empusa
Carrikerella empusa – gatunek modliszki z rodziny Thespidae, endemiczny dla Kostaryki.